# Tajvanski jezici
Tajvanski jezici (formoški jezici), Prema ranijoj klasifikaciji jedna od dviju glavnih grana velike porodice austronezijskih jezika, koju čini zajedno s drugom velikom skupinom malajsko-polinezijskih jezika.. 
To su atayalski, tsou i pajvanski jezici. 
A) Atayalski jezici  (2): atayalski, taroko.
B) pajvanski jezici: amis, babuza, basay, bunun, kavalan, ketangalan, kulon-pazeh, nataoran, paiwan, papora-hoanya, puyuma, saisiyat, siraya, thao.
C) Tsou: rukai, kanakanabu, saaroa, tsou;
Prema novijim podjelama (ethnologue 15th i 16th) osnovna im je podjela na: a) atajalske (2); b) bunun (1); c) istočnoformoška (5); d) paiwan (1); e) puyuma (1); f) rukai (1); g) Tsou (cu jezici) (3); h) western plains (3 s jezikom papora-hoanya [ppu]; prije 2); i) sjeverozapadna formoška (2 s jezikom kulon-pazeh [uun]; prije 1); j)  neklasificirani ketangalan [kae]; Formoška ili pajvanska (2 jezika); danas nepriznata skupina. Obuhvaćala je jezike papora-hoanya i kulon-pazeh.

## Vanjske poveznice
- Ethnologue (14th)
- Ethnologue (15th)